# ミームの冒険
『ミームの冒険～日本経済のDNAを探る～』（ミームのぼうけん～にほんけいざいのディーエヌエーをさぐる）は、テレビ東京系列で2006年 - 2007年に放送されたドキュメンタリー番組。隔月で1回、土・日曜日16:00～17:15に放送。2006年5月7日放送開始。全6回。

## 出演者
- 福島敦子
- 長谷川洋三（日本経済新聞編集委員）

## 概要
日本企業の基礎をつくった経済人を特集する。

## 放送リスト
- 第1回「岩崎彌太郎と渋沢栄一復活企業に息づくDNAの謎」（三菱財閥　2006年5月7日）
- 第2回「松下幸之助と伊庭貞剛が今に残したものとは!?」(松下電器産業　2006年7月8日 ※土曜日)
- 第3回「茂木啓三郎と村田昭 日本の伝統技術を世界に広めた企業のDNA」（キッコーマン・村田製作所　2006年9月10日）
- 第4回「今明かす!トヨタ・豊田喜一郎とキヤノン・御手洗毅の創業者秘話」（2006年11月12日）
- 第5回「今明かす!ヤマト運輸・小倉昌男とHOYA・山中兄弟の創業秘話」（2007年1月14日）
- 第6回「今明かす!東芝・藤岡市助と旭化成・野口遵の創業秘話」（日窒コンツェルン　2007年3月11日）

## スタッフ
- ナレーター：小林清志
- 製作：テレビ東京、PRODUCERS&CO.